# Settara
Settara (în arabă السطارة) este o comună din provincia Jijel, Algeria.
Populația comunei este de 15.155 de locuitori (2008).